# Mourad Laachraoui
Mourad Laachraoui (Schaerbeek, 31 marzo 1995) è un taekwondoka belga.

## Palmarès
- Europei

Montreux 2016: oro nei 54 kg.